# Scoglio Gimignago
Lo scoglio Gimignago (in croato Lisac) è un isolotto disabitato della Croazia situato lungo la costa dalmata.
Amministrativamente appartiene al comune di Segna, nella regione litoraneo-montana.

## Geografia

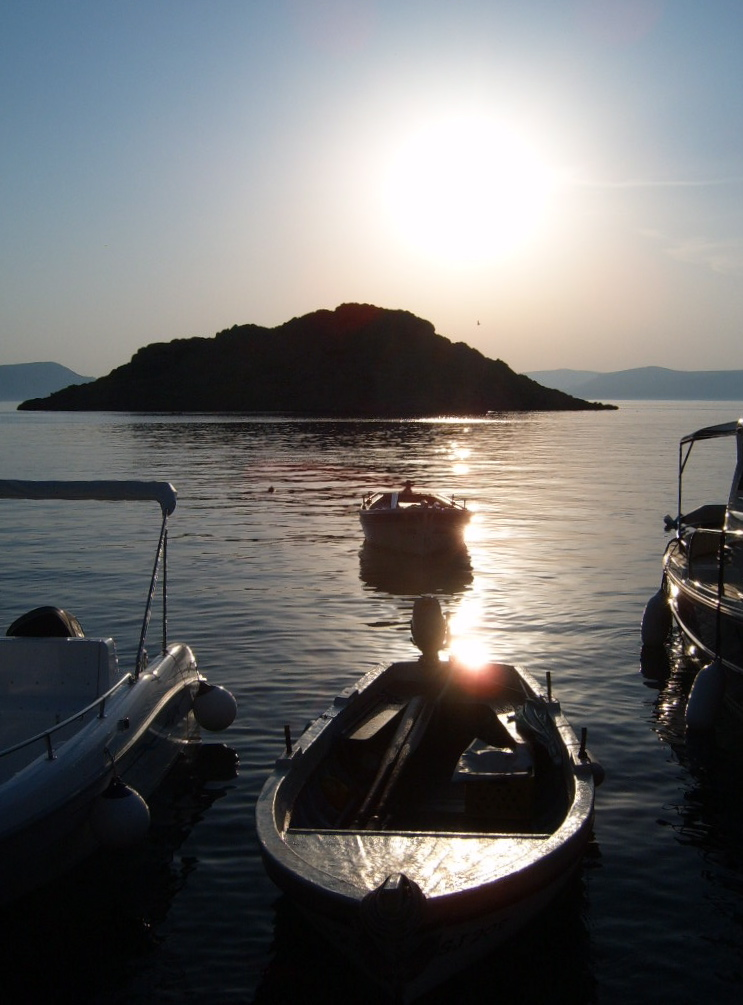
L'isolotto controluce

Lo scoglio Gimignago si trova nella parte nordorientale del canale della Morlacca (Velebitski kanal), di fronte all'insediamento di San Giorgio (Sveti Juraj) e a poco a sudovest del suo porto (luka Jurjevo). Nel punto più ravvicinato, dista dalla terraferma 90 m.
Gimignago è un isolotto roccioso di forma irregolare, con un basso promontorio che si estende verso est, che misura 160 m di lunghezza e 190 m di larghezza massima. Ha una superficie di 0,0185 km² e uno sviluppo costiero di 539 m. A est, sulla punta del promontorio, ci sono le rovine di un'antica costruzione.

### Cartografia
- (HR) Mappa topografica della Croazia 1:25000, su preglednik.arkod.hr.